# Liste von Bergen oder Erhebungen in Niger

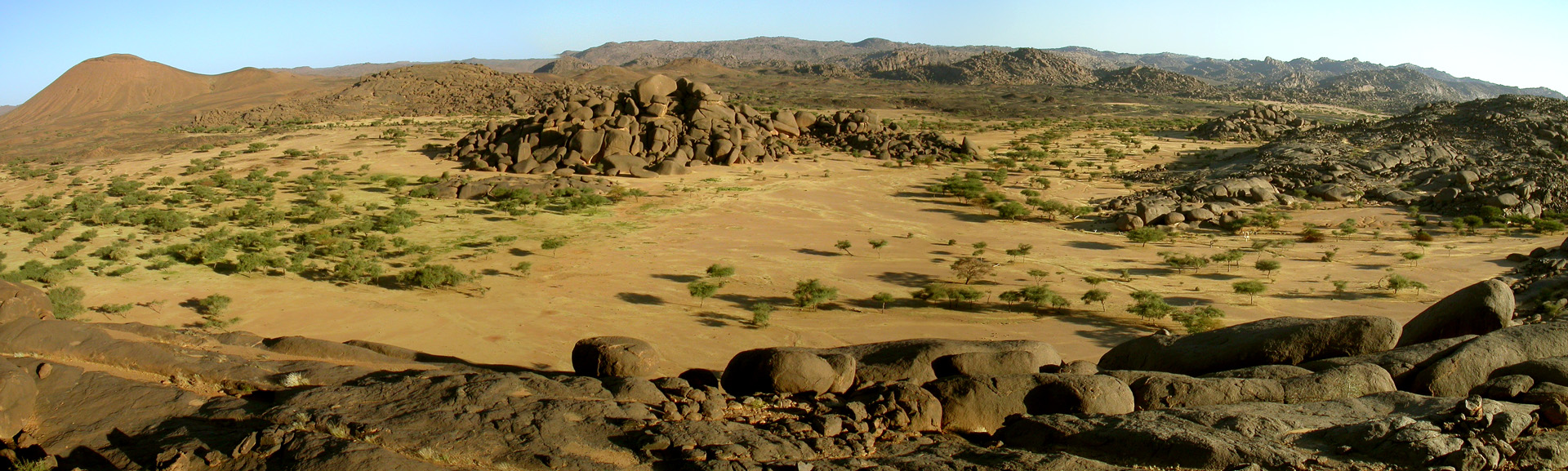
Das Gebirge Monts Bagzane, in dem sich mit dem Idoukal-n-Taghès der höchste Berg Nigers befindet

Die Liste von Bergen oder Erhebungen in Niger ist absteigend nach Höhe über dem Meeresspiegel sortiert.

## Liste

Takolokouzet

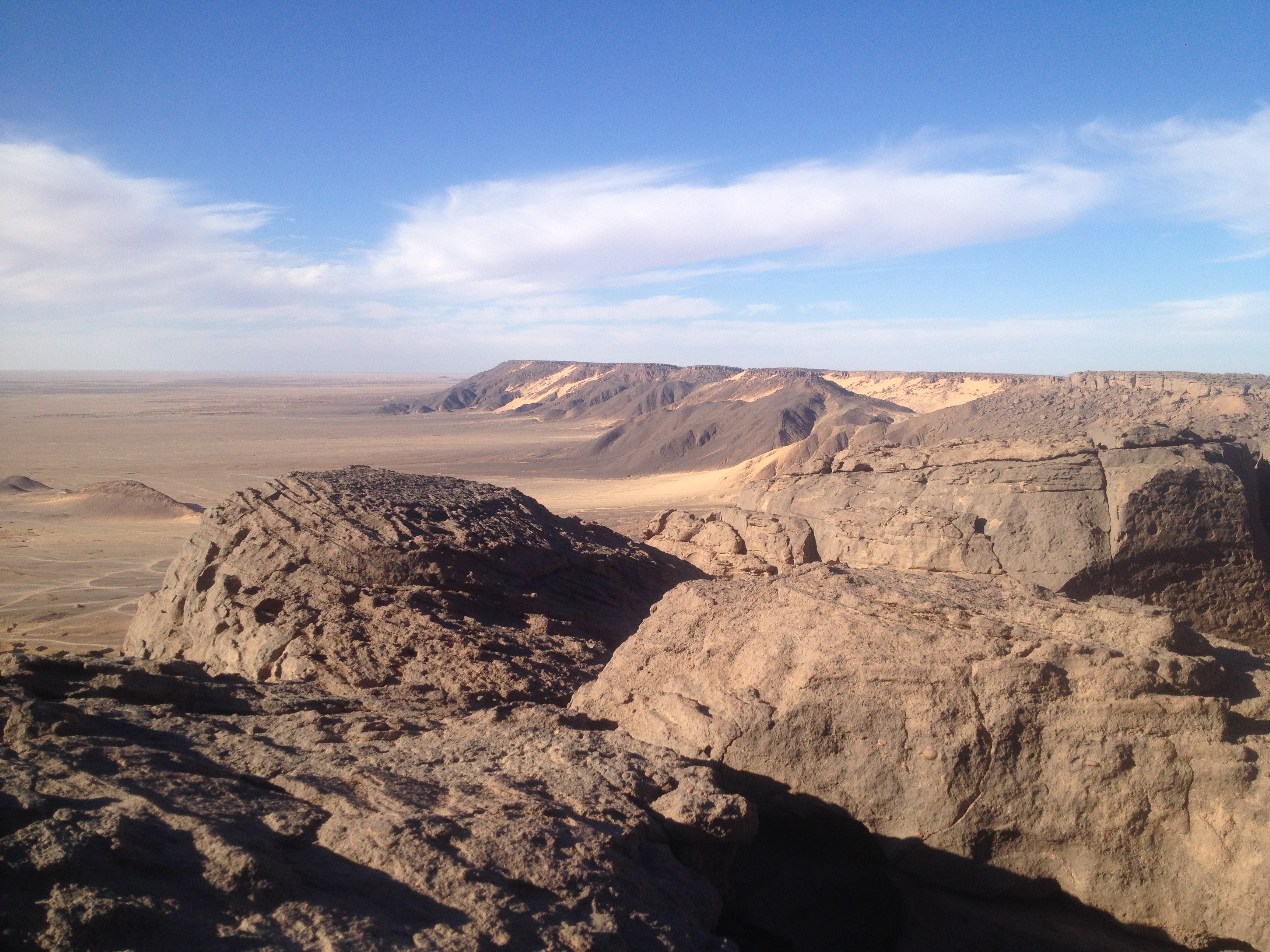
Djado-Plateau

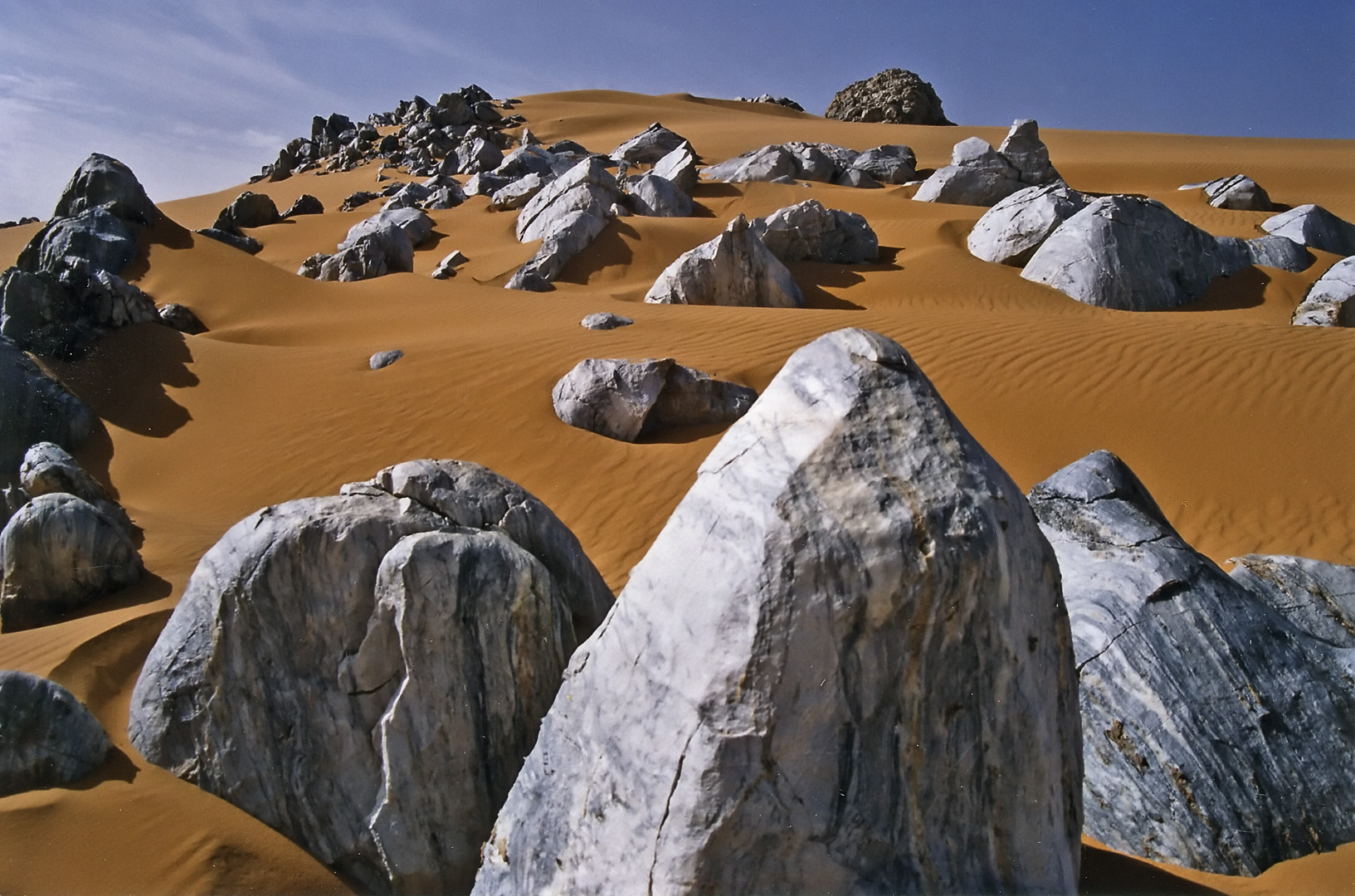
Blaue Berge

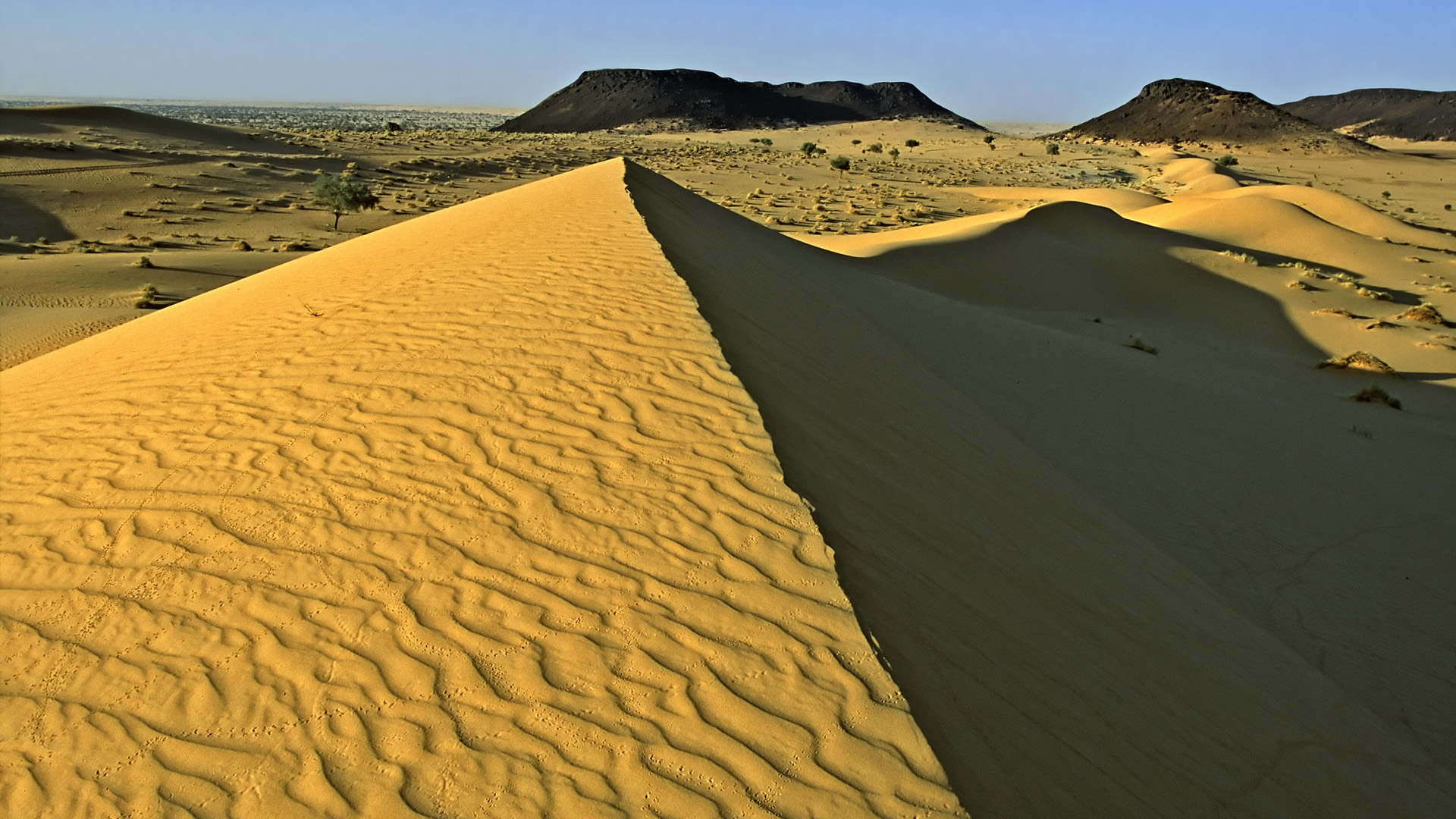
Termit-Massiv

| Höhe   | Name               | Region | Koordinate            | Bemerkung                                                  |
| ------ | ------------------ | ------ | --------------------- | ---------------------------------------------------------- |
| 2022 m | Idoukal-n-Taghès   | Agadez | 17° 50′ N, 008° 43′ O | Höchster Berg Nigers, gelegen in den Monts Bagzane im Aïr. |
| 1988 m | Adrar Tamgak       | Agadez | 19° 10′ N, 008° 45′ O |                                                            |
| 1944 m | Mont Gréboun       | Agadez | 20° 00′ N, 008° 35′ O |                                                            |
| 1874 m | Adrar Egalah       | Agadez | 18° 11′ N, 008° 39′ O |                                                            |
| 1862 m | Imaghlane          | Agadez | 18° 58′ N, 008° 56′ O |                                                            |
| 1853 m | Todgha             | Agadez | 17° 41′ N, 008° 30′ O |                                                            |
| 1819 m | Tin Galène         | Agadez | 20° 10′ N, 008° 38′ O |                                                            |
| 1768 m | Goundaï            | Agadez | 18° 24′ N, 008° 51′ O |                                                            |
| 1730 m | Agueraguer         | Agadez | 18° 40′ N, 008° 44′ O |                                                            |
| 1708 m | I-n-Efissak        | Agadez | 18° 02′ N, 008° 53′ O |                                                            |
| 1641 m | Bilet              | Agadez | 18° 00′ N, 008° 23′ O |                                                            |
| 1637 m | Taghmert           | Agadez | 18° 56′ N, 009° 09′ O |                                                            |
| 1538 m | Tagha              | Agadez | 18° 12′ N, 008° 31′ O |                                                            |
| 1419 m | Adrar Tessiguiddil | Agadez | 19° 47′ N, 008° 41′ O |                                                            |
| 1403 m | Adrar Chiriet      | Agadez | 19° 15′ N, 009° 09′ O |                                                            |
| 1402 m | Takabar            | Agadez | 18° 17′ N, 008° 55′ O |                                                            |
| 1382 m | Ilem               | Agadez | 19° 58′ N, 008° 20′ O |                                                            |
| 1369 m | Ourtegguine        | Agadez | 18° 30′ N, 009° 05′ O |                                                            |
| 1295 m | Takolokouzet       | Agadez | 18° 36′ N, 009° 31′ O |                                                            |
| 1264 m | Adrar Mari         | Agadez | 18° 04′ N, 009° 02′ O |                                                            |
| 1250 m | Mazet              | Agadez | 18° 17′ N, 008° 16′ O |                                                            |
| 1200 m | Maloma             | Agadez | 20° 04′ N, 008° 13′ O |                                                            |
| 1178 m | Adrar Zeline       | Agadez | 19° 48′ N, 008° 05′ O |                                                            |
| 1170 m | Malasset           | Agadez | 18° 27′ N, 008° 15′ O |                                                            |
| 1140 m | Tidounag           | Agadez | 20° 21′ N, 008° 48′ O |                                                            |
| 1135 m | Aglouguel          | Agadez | 20° 23′ N, 008° 33′ O |                                                            |
| 1128 m | Tamazour           | Agadez | 19° 43′ N, 008° 25′ O |                                                            |
| 1123 m | Adrar Bous         | Agadez | 20° 22′ N, 009° 02′ O |                                                            |
| 1113 m | Adrar Adesnou      | Agadez | 19° 14′ N, 008° 18′ O |                                                            |
| 1106 m | Taghouaji-Massiv   | Agadez | 17° 16′ N, 008° 34′ O |                                                            |
| 1100 m | Tchilamsaouine     | Agadez | 17° 37′ N, 008° 17′ O |                                                            |
| 1094 m | Idabdaba           | Agadez | 19° 33′ N, 008° 30′ O |                                                            |
| 1082 m | Adrar Irsane       | Agadez | 19° 20′ N, 008° 20′ O |                                                            |
| 1073 m | Adrar Arraki       | Agadez | 17° 44′ N, 009° 23′ O |                                                            |
| 1054 m | Manguéni-Plateau   | Agadez | 22° 38′ N, 012° 36′ O |                                                            |
| 1025 m | Tanoughèret        | Agadez | 18° 10′ N, 009° 22′ O |                                                            |
| 1010 m | Tchiguerfane       | Agadez | 17° 28′ N, 008° 34′ O |                                                            |
| 1000 m | Djado-Plateau      | Agadez | 22° 13′ N, 012° 27′ O |                                                            |
| 976 m  | Elaghlagh          | Agadez | 18° 06′ N, 009° 16′ O |                                                            |
| 948 m  | Najef              | Agadez | 20° 06′ N, 007° 56′ O |                                                            |
| 925 m  | Ighajélébene       | Agadez | 20° 17′ N, 008° 20′ O |                                                            |
| 921 m  | Blaue Berge        | Agadez | 19° 35′ N, 009° 12′ O |                                                            |
| 903 m  | Amzeguer           | Agadez | 17° 29′ N, 009° 33′ O |                                                            |
| 880 m  | Tchigaï-Plateau    | Agadez | 21° 30′ N, 014° 54′ O |                                                            |
| 877 m  | Imeddene           | Agadez | 20° 27′ N, 008° 13′ O |                                                            |
| 842 m  | Timezgarine        | Agadez | 20° 39′ N, 007° 43′ O |                                                            |
| 835 m  | Akara              | Agadez | 20° 03′ N, 007° 14′ O |                                                            |
| 810 m  | Efeï-n-Abaka       | Agadez | 20° 33′ N, 007° 55′ O |                                                            |
| 809 m  | Étaouélt           | Agadez | 18° 11′ N, 007° 56′ O |                                                            |
| 798 m  | Tinadene           | Agadez | 20° 17′ N, 007° 49′ O |                                                            |
| 790 m  | Adrar Madet        | Agadez | 18° 42′ N, 010° 24′ O |                                                            |
| 730 m  | Eraouré            | Agadez | 20° 51′ N, 008° 17′ O |                                                            |
| 710 m  | Termit-Massiv      | Zinder | 16° 03′ N, 011° 21′ O |                                                            |
| 630 m  | Tindé              | Agadez | 20° 38′ N, 007° 32′ O |                                                            |
| 612 m  | Koutous            | Zinder | 14° 25′ N, 009° 58′ O |                                                            |
| 580 m  | Ti-n-Ouarene       | Agadez | 18° 52′ N, 007° 40′ O |                                                            |
| 553 m  | Ader-en-Tagaït     | Agadez | 17° 12′ N, 007° 43′ O |                                                            |
| 553 m  | Azouza             | Agadez | 17° 33′ N, 007° 00′ O |                                                            |
| 505 m  | Greïn              | Agadez | 20° 30′ N, 010° 55′ O |                                                            |
| 430 m  | Ibadanane          | Agadez | 18° 44′ N, 006° 59′ O |                                                            |
| 413 m  | Tamaya Mellet      | Agadez | 17° 43′ N, 005° 25′ O |                                                            |
| 255 m  | Trois Sœurs        | Niamey | 13° 30′ N, 002° 04′ O |                                                            |